# Большиянов, Юрий Андреевич
Ю́рий Андре́евич Большия́нов (7 октября 1922, Москва ― 15 мая 2004, Санкт-Петербург) — советский трубач, музыкальный педагог. Солист ЗКР АСО Ленинградской филармонии, ректор и профессор Ленинградской (впоследствии Санкт-Петербургской) консерватории, кандидат искусствоведения, Народный артист РФ (2004).

## Биография
Родился в 1922 году в Москве в многодетной семье инженера Большиянова Андрея Матвеевича (1893—1936), имевшего музыкальные способности и работавшего некоторое время в хоре Большого театра, мать — Большиянова (дев. Синельникова) Антонина Степановна (1897—1946) работала медсестрой. В 1932 году вместе с мамой (после развода родителей) переехал в Ленинград, где сначала учился в школе № 11 Куйбышевского района, а затем в 1937 году поступил в специальную музыкальную школу 10-летку при Ленинградской консерватории в класс трубы доцента (впоследствии, профессора) Ленинградской консерватории А. Н. Шмидта и окончил её в 1941 году (параллельно, также занимался в классе контрабаса и получил 2-ю специальность — контрабасиста).
В 1941 году поступил в Ленинградскую консерваторию в класс трубы к своему педагогу А. Н. Шмидту.
В первые дни войны в июле 1941 года ушёл добровольцем на фронт, где воевал в составе 1-го стрелкового полка 4-й дивизии народного ополчения (участвовал в боях на Пулковских высотах), а в конце 1941 года был отозван для дальнейшей прохождения военной службы в Образцовый оркестр Ленинградского фронта (впоследствии, оркестр штаба ЛенВО, ныне — Военный оркестр штаба Западного военного округа), где служил до конца войны.
В июле 1945 года возвратился на учёбу в Ленинградскую консерваторию и окончил её в 1949 году. В 1945 году выиграл всесоюзный конкурс трубачей в ЗКР АСО Ленинградской филармонии и (одновременно с учёбой в консерватории) приступил к работе в этом оркестре. 1949—1951 годы проходил обучение в аспирантуре у валторниста профессора консерватории Михаила Николаевич Буяновского. В 1953 году стал лауреатом (1-я премия) на международном музыкальном конкурсе исполнителей на духовых инструментах на IV Всемирном фестивале молодежи и студентов в г. Бухарест (Румыния). В 1951 году стал ассистентом профессора А. Н. Шмидта, а затем, в должности преподавателя с 1953 года (после смерти учителя) принял и вёл его класс трубы в Ленинградской консерватории.
В 1955 году защитил кандидатскую диссертацию на тему «Советский концерт для трубы с сопровождением» и получил звание кандидата искусствоведения. В 1968 году получил научное звание доцент, а в 1973 г. — научное звание профессор.
Более 20 лет с 1945 по 1968 годы был солистом Заслуженного коллектива РСФСР АСО Ленинградской филармонии, участвовал под руководством главного дирижёр ЗКР АСО Ленинградской филармонии Мравинского Е. А. в концертах, записях и гастролях этого оркестра в СССР и во многих странах мира, а также работал со многими другими знаменитыми дирижёрами: Карлом Элиасбергом, Евгением Светлановым и др.. Народный артист СССР дирижёр Арвид Янсонс так писал о Юрии Андреевиче Большиянове:
Природная одаренность, любовь к музыке, трудолюбие позволили Ю. Большиянову стать инструменталистом высокого класса. Самые ответственные соло в его исполнении отличаются безупречной техникой, культурой звука, артистичностью, тонкой музыкальностью. Талантливый музыкант уже много лет в  числе ведущих педагогов консерватории. Исполнительское мастерство, незаурядный педагогический талант, постоянное стремление к совершенствованию — основные черты облика Ю. Большиянова.
В 1967—1973 годах возглавлял в должности декана оркестровый факультет Ленинградской консерватории, а в 1973—1976 годах был заведующим кафедрой медных (оркестровых) духовых инструментов консерватории. В 1976 году был назначен проректором по учебной части, а затем в 1977 году стал ректором Ленинградской консерватории и в этой должности работал до 1980 года.
С 1967 года в должности профессора вёл класс трубы в Петрозаводском филиале Ленинградской консерватории (ныне — Петрозаводская консерватория им. А. К. Глазунова).
Подготовил и выпустил большое количество своих учеников, среди которых немало известных музыкантов — лауреатов международных, Всесоюзных и Всероссийских конкурсов, среди них: Заслуженный артист РСФСР Валентин Малков (солист ЗКР АСО Ленинградской филармонии), Заслуженный артист РФ Василий Кан (дирижёр и солист Мариинского театра), Заслуженный работник культуры РФ Борис Табуреткин (концертмейстер группы труб Театра оперы и балета им. С. М. Кирова), принявший от Ю. А. Большиянова класс трубы в СПб консерватории.
Принимал участие в качестве председателя и члена жюри во многих Всесоюзных и Всероссийских конкурсах, проводивших в Ленинграде, Краснодаре, Саратове и др. городах СССР и России.
Занимался активной концертной деятельностью, выступая на концертных площадках Ленинграда/Санкт-Петербурга и страны в составе ансамблей, в том числе в составе медного квинтета им. Эвальда и других ансамблях.
Умер 15 мая 2004 года в Санкт-Петербурге, похоронен на Серафимовском кладбище.

### Семья
- жена — Большиянова (дев. Данилова) Марина Константиновна (1924—2007);
- сын — Большиянов Андрей Юрьевич (1947 г. р.), профессор СПб консерватории[20];
- сын — Большиянов Дмитрий Юрьевич (1954 г. р.), профессор, доктор географических наук[21].

## Награды, звания
- Медаль «За оборону Ленинграда» (1942)
- Медаль «За победу над Германией в Великой Отечественной войне 1941—1945 гг.» (1945)
- Лауреат, I премия на IV Всемирном фестивале молодежи и студентов (1953, г. Бухарест (Румыния)[22]
- Кандидат искусствоведения (1955)
- Медаль «В память 250-летия Ленинграда» (1957)
- Заслуженный артист РСФСР (1968)[23]
- Орден Отечественной войны II степени (1985)
- Народный артист РФ (2004)[24]

## Память
- Открытый всероссийский конкурс на духовых и ударных инструментах им. Ю. А. Большиянова, г. Краснодар (учреждён В 1993 году Министерством культуры РФ и Министерством культуры Краснодарского края), в 2004 году ему присвоено имя Юрия Андреевича Большиянова[25][26][27].

## Видео
- Ю. А. Большиянов — исполнитель и педагог, вспоминает доцент СПб консерватории Б. Ф. Табуреткин
- Имена и памятные даты Санкт-Петербургской консерватории. 07.10.2022, Вечер музыки для трубы - к 100-летию со дня рождения народного артиста РФ профессора Юрия Андреевича Большиянова

## Аудиозаписи
- Дэниел Шпеер. Соната для 2-х труб, 3-х тромбонов и органа ля минор
Валентин Малков, Юрий Большиянов (трубы) Аким Козлов, Виктор Венгловский и Николай Коршунов (тромбоны), Нина Оксентян (орган)  на грампластинке «Музыка для духового ансамбля», запись 1971 года, Мелодия: № 133
- Андреа Габриэли. Ricercar del Duodecimo Tuono in B major. Ricercar del Sesto Tuono Фа мажор Юрий Большиянов (труба), Виталий Буяновский (валторна), Виктор Венгловский и Георгий Данилов (тромбоны)  на грампластинке «Музыка для духовых», запись 1971 года, Мелодия: № 222